# Liga EBA 2010-11
La Liga EBA 2010-11 fue la 17.ª edición de la cuarta categoría del baloncesto español. La temporada se inició el 18 de septiembre de 2010 y terminó el 5 de junio de 2011.

## Formato
- Liga regular: los 81 equipos participantes fueron divididos en cinco grupos por criterios de cercanía geográfica. A su vez el grupo A estaba dividido en dos, Subgrupo A-A y Subgrupo A-B, con el esquema siguiente: [1]
  - Grupo A: 23 equipos de Galicia, Asturias, Cantabria, Castilla y León, La Rioja y País Vasco, divididos en dos subgrupos:
    - Subgrupo A-A: 1 grupo de 12 equipos de Cantabria, País Vasco, La Rioja y Castilla y León (excepto el CB Zamora).
    - Subgrupo A-B: 1 grupo de 11 equipos de Galicia, Asturias y el CB Zamora.

  - Grupo B: 1 grupo de 16 equipos de Canarias, Castilla-La Mancha y Comunidad de Madrid.
  - Grupo C: 1 grupo de 16 equipos de Aragón y Cataluña.
  - Grupo D: 1 grupo de 12 equipos de Andalucía, Extremadura y Melilla.
  - Grupo E: 1 grupo de 14 equipos de la Comunidad Valenciana, Región de Murcia e Islas Baleares.
- Playoffs de ascenso: los disputaron 16 equipos, los 3 mejores de cada grupo ( A, B, C y D )  y 4 del grupo con mejores resultados de las tres últimas temporadas ( E ), en eliminatorias a ida/vuelta con ocho semifinales y cuatro finales, clasificando a los cuatro equipos que ascenderían a la liga LEB Plata.
  - En el Grupo A  se disputaron previamente playoffs de ascenso entre 1.ºA-A  y 3.º A-B , 2.º A-A y 2.º A-B, y 3.º A-A y 1.º A-B de los dos subgrupos para decidir los equipos clasificados para las eliminatorias finales. También jugaron entre sí los clasificados en el mismo puesto entre el 4.º y el 9.º para decidir la clasificación final del grupo. Igualmente entre los clasificados en el mismo puesto el 10.º y el 11.º para decidir la clasificación de los equipos descendidos.
- Descensos: 3 últimos ( A-A ), 2 últimos ( A-B ), 4 últimos ( B ), 4 últimos ( C ), sin descensos ( D ) y 2 últimos ( E ).

## Liga regular

### Grupo A

#### Subgrupo A-A
|    | Equipo                           | J  | G  | P  | PF   | PC   | DP   | Puntos |
| -- | -------------------------------- | -- | -- | -- | ---- | ---- | ---- | ------ |
| 1  | Aurteneche Maquinaria            | 22 | 21 | 1  | 1864 | 1519 | 345  | 43     |
| 2  | Fidalgo Vecino                   | 22 | 17 | 5  | 1577 | 1526 | 51   | 39     |
| 3  | Ventanas Arsán Estela            | 22 | 14 | 8  | 1843 | 1672 | 171  | 36     |
| 4  | Zornotza Saskibaloi Taldea       | 22 | 12 | 10 | 1715 | 1735 | -20  | 34     |
| 5  | Deportes Ferrer Santa María      | 22 | 12 | 10 | 1554 | 1541 | 13   | 34     |
| 6  | CB Hormigones Sierra Villamuriel | 22 | 11 | 11 | 1677 | 1687 | -10  | 33     |
| 7  | Cafés Aitona                     | 22 | 11 | 11 | 1638 | 1590 | 48   | 33     |
| 8  | Pas Piélagos                     | 22 | 9  | 13 | 1699 | 1694 | 5    | 31     |
| 9  | Universidad de Valladolid        | 22 | 9  | 13 | 1726 | 1750 | -24  | 31     |
| 10 | SAB Torrelavega                  | 22 | 6  | 16 | 1513 | 1679 | -166 | 28     |
| 11 | Universidad de Burgos            | 22 | 6  | 16 | 1563 | 1709 | -146 | 28     |
| 12 | Tabirako Baqué                   | 22 | 4  | 18 | 1503 | 1770 | -267 | 26     |

#### Subgrupo A-B
|    | Equipo                        | J  | G  | P  | PF   | PC   | DP   | Puntos |
| -- | ----------------------------- | -- | -- | -- | ---- | ---- | ---- | ------ |
| 1  | Recinor Ferrol Baloncesto     | 20 | 19 | 1  | 1604 | 1297 | 307  | 39     |
| 2  | Marín Peixegalego             | 20 | 15 | 5  | 1700 | 1472 | 228  | 35     |
| 3  | Carballo Basket               | 20 | 15 | 5  | 1513 | 1378 | 135  | 35     |
| 4  | Establecimientos Otero        | 20 | 11 | 9  | 1464 | 1375 | 89   | 31     |
| 5  | Grupo INEC Zamora             | 20 | 11 | 9  | 1449 | 1402 | 47   | 31     |
| 6  | Estudiantes Lugo Leyma Natura | 20 | 9  | 11 | 1433 | 1452 | -19  | 29     |
| 7  | Universidad de Oviedo         | 20 | 9  | 11 | 1447 | 1473 | -26  | 29     |
| 8  | Ourense Capital Termal        | 20 | 8  | 12 | 1443 | 1544 | -101 | 28     |
| 9  | CB Chantada Galicia Vento     | 20 | 8  | 12 | 1396 | 1451 | -55  | 28     |
| 10 | Obradoiro CAB B               | 20 | 5  | 15 | 1207 | 1445 | -238 | 25     |
| 11 | Beirasar Rosalía              | 20 | 0  | 20 | 1296 | 1663 | -367 | 20     |

#### Playoffs ascenso Grupo A
| Equipos                         | Equipos                             | 1.er Part | 2.º Part |
| ------------------------------- | ----------------------------------- | --------- | -------- |
| (3.º A-B) Carballo Basket       | (1.º A-A) Aurteneche Maquinaria     | 56-74     | 52-83    |
| (2.º A-B) Marín Peixegalego     | (2.º A-A) Fidalgo Vecino            | 69-59     | 83-87    |
| (3.º A-A) Ventanas Arsán Estela | (1.º A-B) Recinor Ferrol Baloncesto | 84-61     | 81-85    |

Los tres ganadores jugarían los Playoffs de ascenso finales.

#### Playoffs permanencia Grupo A
| Equipos                                 | Equipos                                    | 1.er Part | 2.º Part |
| --------------------------------------- | ------------------------------------------ | --------- | -------- |
| (4.º A-B) Establecimientos Otero        | (4.º A-A) Zornotza Saskibaloi Taldea       | 61-61     | 77-95    |
| (5.º A-B) Grupo INEC Zamora             | (5.º A-A) Deportes Ferrer Santa María      | 77-63     | 73-76    |
| (6.º A-B) Estudiantes Lugo Leyma Natura | (6.º A-A) CB Hormigones Sierra Villamuriel | 100-85    | 78-85    |
| (7.º A-B) Universidad de Oviedo         | (7.º A-A) Cafés Aitona                     | 71-66     | 67-82    |
| (8.º A-A) Pas Piélagos                  | (8.º A-B) Ourense Capital Termal           | 69-67     | 68-75    |
| (9.º A-B) CB Chantada Galicia Vento     | (9.º A-A) Universidad de Valladolid        | 87-63     | 84-79    |

#### Playoffs descenso Grupo A
| Equipos                          | Equipos                     | 1.er Part | 2.º Part |
| -------------------------------- | --------------------------- | --------- | -------- |
| (10.º A-B) Obradoiro CAB B       | (10.º A-A) SAB Torrelavega  | 31-118    | 43-101   |
| (11.º A-A) Universidad de Burgos | (11.º A-B) Beirasar Rosalía | 93-96     | 62-84    |

#### Clasificación final Grupo A
| Pos | Equipo                    |
| --- | ------------------------- |
| 1   | Aurteneche Maquinaria     |
| 2   | Marín Peixegalego         |
| 3   | Ventanas Arsán Estela     |
| 4   | Recinor Ferrol Baloncesto |
| 5   | Fidalgo Vecino            |
| 6   | Carballo Basket           |

| Pos | Equipo                           |
| --- | -------------------------------- |
| 7   | Zornotza Saskibaloi Taldea       |
| 8   | Establecimientos Otero           |
| 9   | Grupo INEC Zamora                |
| 10  | Deportes Ferrer Santa María      |
| 11  | Estudiantes Lugo Leyma Natura    |
| 12  | CB Hormigones Sierra Villamuriel |

| Pos | Equipo                    |
| --- | ------------------------- |
| 13  | Cafés Aitona              |
| 14  | Universidad de Oviedo     |
| 15  | Ourense Capital Termal    |
| 16  | Pas Piélagos              |
| 17  | CB Chantada Galicia Vento |
| 18  | Universidad de Valladolid |

| Pos | Equipo                |
| --- | --------------------- |
| 19  | SAB Torrelavega       |
| 20  | Obradoiro CAB B       |
| 21  | Beirasar Rosalía      |
| 22  | Universidad de Burgos |
| 23  | Tabirako Baqué        |

### Grupo B
|    | Equipo                           | J  | G  | P  | PF   | PC   | DP   | Puntos |
| -- | -------------------------------- | -- | -- | -- | ---- | ---- | ---- | ------ |
| 1  | Tenerife Baloncesto              | 30 | 23 | 7  | 2403 | 2161 | 242  | 53     |
| 2  | Real Madrid B                    | 30 | 22 | 8  | 2121 | 1863 | 258  | 52     |
| 3  | Baloncesto Torrejón              | 30 | 20 | 10 | 2385 | 2168 | 217  | 50     |
| 4  | Seranco-Toshiba-Polígono         | 30 | 18 | 12 | 2166 | 2151 | 15   | 48     |
| 5  | Reale Ciudad Real                | 30 | 18 | 12 | 2344 | 2256 | 88   | 48     |
| 6  | Real Canoe NC                    | 30 | 18 | 12 | 2179 | 2085 | 94   | 48     |
| 7  | Espacio Torrelodones             | 30 | 16 | 14 | 2201 | 2173 | 28   | 46     |
| 8  | Dominicas Santa Cruz de La Palma | 30 | 16 | 14 | 2154 | 2156 | -2   | 46     |
| 9  | Club Baloncesto Aridane          | 30 | 16 | 14 | 2449 | 2398 | 51   | 46     |
| 10 | Euroconsult Alcobendas           | 30 | 14 | 16 | 2410 | 2491 | -81  | 44     |
| 11 | Eurocolegio Casvi                | 30 | 13 | 17 | 1928 | 1962 | -34  | 43     |
| 12 | Asefa Estudiantes B              | 30 | 13 | 17 | 2294 | 2335 | -41  | 43     |
| 13 | Gran Canaria B                   | 30 | 11 | 19 | 2034 | 2182 | -148 | 41     |
| 14 | Albacete Baloncesto Cinco *      | 30 | 9  | 21 | 2219 | 2323 | -104 | 38     |
| 15 | Fuenlabrada-Getafe B             | 30 | 7  | 23 | 2163 | 2482 | -319 | 37     |
| 16 | Ferretería San Isidro            | 30 | 6  | 24 | 1978 | 2242 | -264 | 36     |

(*) Un punto menos por sanción

### Grupo C
|    | Equipo                     | J  | G  | P  | PF   | PC   | DP   | Puntos |
| -- | -------------------------- | -- | -- | -- | ---- | ---- | ---- | ------ |
| 1  | Eninter-CB Santfeliuenc    | 30 | 26 | 4  | 2576 | 2230 | 346  | 56     |
| 2  | Universitat de Vic         | 30 | 25 | 5  | 2439 | 2018 | 421  | 55     |
| 3  | CB Cornellà                | 30 | 18 | 12 | 2340 | 2206 | 134  | 48     |
| 4  | CE Sant Nicolau            | 30 | 18 | 12 | 2238 | 2090 | 148  | 48     |
| 5  | Recambios Gaudí CB Mollet  | 30 | 17 | 13 | 2491 | 2408 | 83   | 47     |
| 6  | Cosehisa Monzón            | 30 | 17 | 13 | 2429 | 2310 | 119  | 47     |
| 7  | Eninter Barberà            | 30 | 16 | 14 | 2414 | 2240 | 174  | 46     |
| 8  | Club Bàsquet Granollers    | 30 | 16 | 14 | 2234 | 2224 | 10   | 46     |
| 9  | Sedis Mausa                | 30 | 15 | 15 | 2530 | 2482 | 48   | 45     |
| 10 | CB Navàs                   | 30 | 15 | 15 | 2351 | 2358 | -7   | 45     |
| 11 | Monte Ducay Olivar         | 30 | 13 | 17 | 2225 | 2355 | -130 | 43     |
| 12 | Aqua                       | 30 | 12 | 18 | 2316 | 2485 | -169 | 42     |
| 13 | Milner-Arenys Bàsquet      | 30 | 11 | 19 | 2291 | 2362 | -71  | 41     |
| 14 | Club Bàsquet Castellbisbal | 30 | 10 | 20 | 2203 | 2325 | -122 | 40     |
| 15 | Platges de Mataró          | 30 | 10 | 20 | 2251 | 2399 | -148 | 40     |
| 16 | GAM Club Bàsquet Vila-seca | 30 | 1  | 29 | 1895 | 2731 | -836 | 31     |

### Grupo D
|    | Equipo                              | J  | G  | P  | PF   | PC   | DP   | Puntos |
| -- | ----------------------------------- | -- | -- | -- | ---- | ---- | ---- | ------ |
| 1  | ABP Badajoz                         | 22 | 20 | 2  | 1780 | 1433 | 347  | 42     |
| 2  | Turismo de Mérida                   | 22 | 19 | 3  | 1951 | 1643 | 308  | 41     |
| 3  | Etiquetas Macho Morón               | 22 | 17 | 5  | 1760 | 1561 | 199  | 39     |
| 4  | Movimientos y Nivelaciones P. Genil | 22 | 15 | 7  | 1697 | 1632 | 65   | 37     |
| 5  | Baloncesto Córdoba 2016             | 22 | 13 | 9  | 1664 | 1567 | 97   | 35     |
| 6  | CAM Enrique Soler                   | 22 | 10 | 12 | 1659 | 1699 | -40  | 32     |
| 7  | Castilleja Cajasol                  | 22 | 8  | 14 | 1519 | 1572 | -53  | 30     |
| 8  | Alhaurín de la Torre                | 22 | 8  | 14 | 1585 | 1702 | -117 | 30     |
| 9  | Unicaja B                           | 22 | 8  | 14 | 1500 | 1641 | -141 | 30     |
| 10 | CB Novaschool                       | 22 | 8  | 14 | 1517 | 1651 | -134 | 30     |
| 11 | Montajes Rueda-Andújar              | 22 | 6  | 16 | 1514 | 1760 | -246 | 28     |
| 12 | CB Grupo Salmerón Guadix            | 22 | 0  | 22 | 1345 | 1630 | -285 | 22     |

### Grupo E
|    | Equipo                                 | J  | G  | P  | PF   | PC   | DP   | Puntos |
| -- | -------------------------------------- | -- | -- | -- | ---- | ---- | ---- | ------ |
| 1  | Platja de Palma                        | 26 | 24 | 2  | 2365 | 1895 | 470  | 50     |
| 2  | Festival de Cine L'Alfàs               | 26 | 21 | 5  | 2031 | 1806 | 225  | 47     |
| 3  | CD Alcázar                             | 26 | 18 | 8  | 2111 | 2000 | 111  | 44     |
| 4  | Gandía Bàsquet                         | 26 | 16 | 10 | 1948 | 1879 | 69   | 42     |
| 5  | Club Bàsquet Llíria                    | 26 | 15 | 11 | 2060 | 2041 | 19   | 41     |
| 6  | CB Alginet                             | 26 | 15 | 11 | 2058 | 1907 | 151  | 41     |
| 7  | Arroz Dacsa Almàssera                  | 26 | 12 | 14 | 2090 | 2053 | 37   | 38     |
| 8  | Aguas de Calpe Ifach Calpe             | 26 | 12 | 14 | 1946 | 1954 | -8   | 38     |
| 9  | AB Castelló                            | 26 | 11 | 15 | 1901 | 1982 | -81  | 37     |
| 10 | Alaior Menorcarentals.com Coinga       | 26 | 11 | 15 | 1992 | 2071 | -79  | 37     |
| 11 | Valencia Basket Club B                 | 26 | 9  | 17 | 1765 | 1902 | -137 | 35     |
| 12 | CB L'Horta Godella - Univ. de Valencia | 26 | 7  | 19 | 1739 | 1980 | -241 | 33     |
| 13 | Adesavi San Vicente                    | 26 | 6  | 20 | 1858 | 2076 | -218 | 32     |
| 14 | Bàsquet Mallorca B                     | 26 | 5  | 21 | 1773 | 2091 | -318 | 31     |

## Playoffs Ascenso
Ante la renuncia del Turismo de Mérida, su plaza fue ocupada por el Baloncesto Córdoba 2016. 16 equipos lucharon por las 4 plazas de ascenso a LEB Plata.
|  | Semifinales | Semifinales           | Semifinales | Semifinales       |    |    | Finales          | Finales          | Finales          | Finales          |  |
|  | 14, 22 mayo | 14, 22 mayo           | 14, 22 mayo | 14, 22 mayo       |    |    | 28 mayo, 4 junio | 28 mayo, 4 junio | 28 mayo, 4 junio | 28 mayo, 4 junio |  |
|  |             |                       |             |                   |    |    |                  |                  |                  |                  |  |
|  |             |                       |             |                   |    |    |                  |                  |                  |                  |  |
|  | 2D          | Etiquetas Macho Morón | 76          | 74                |    |    |                  |                  |                  |                  |  |
|  | 2D          | Etiquetas Macho Morón | 76          | 74                |    |    |                  |                  |                  |                  |  |
|  | 1E          | Platja de Palma       | 85          | 88                |    |    |                  |                  |                  |                  |  |
|  | 1E          | Platja de Palma       | 85          | 88                |    | 1E | Platja de Palma  | 82               | 89               |                  |  |
|  |             |                       |             |                   |    | 1E | Platja de Palma  | 82               | 89               |                  |  |
|  |             |                       | 2A          | Marín Peixegalego | 84 | 65 |                  |                  |                  |                  |  |
|  | 3C          | CB Cornellà           | 2A          | Marín Peixegalego | 84 | 65 | 78               | 67               |                  |                  |  |
|  | 3C          | CB Cornellà           |             |                   |    |    | 78               | 67               |                  |                  |  |
|  | 2A          | Marín Peixegalego     | 81          | 73                |    |    |                  |                  |                  |                  |  |
|  | 2A          | Marín Peixegalego     | 81          | 73                |    |    |                  |                  |                  |                  |  |
|  |             |                       |             |                   |    |    |                  |                  |                  |                  |  |

|  | Semifinales | Semifinales              | Semifinales | Semifinales           |    |    | Final                    | Final | Final | Final |  |
|  |             |                          |             |                       |    |    |                          |       |       |       |  |
|  |             |                          |             |                       |    |    |                          |       |       |       |  |
|  | 3D          | Baloncesto Córdoba 2016  | 57          | 57                    |    |    |                          |       |       |       |  |
|  | 3D          | Baloncesto Córdoba 2016  | 57          | 57                    |    |    |                          |       |       |       |  |
|  | 2E          | Festival de Cine L'Alfàs | 66          | 83                    |    |    |                          |       |       |       |  |
|  | 2E          | Festival de Cine L'Alfàs | 66          | 83                    |    | 2E | Festival de Cine L'Alfàs | 67    | 69    |       |  |
|  |             |                          |             |                       |    | 2E | Festival de Cine L'Alfàs | 67    | 69    |       |  |
|  |             |                          | 1A          | Aurteneche Maquinaria | 61 | 79 |                          |       |       |       |  |
|  | 3B          | Baloncesto Torrejón      | 1A          | Aurteneche Maquinaria | 61 | 79 | 65                       | 77    |       |       |  |
|  | 3B          | Baloncesto Torrejón      |             |                       |    |    | 65                       | 77    |       |       |  |
|  | 1A          | Aurteneche Maquinaria    | 58          | 94                    |    |    |                          |       |       |       |  |
|  | 1A          | Aurteneche Maquinaria    | 58          | 94                    |    |    |                          |       |       |       |  |
|  |             |                          |             |                       |    |    |                          |       |       |       |  |

|  | Semifinales | Semifinales             | Semifinales | Semifinales |    |    | Final                   | Final | Final | Final |  |
|  |             |                         |             |             |    |    |                         |       |       |       |  |
|  |             |                         |             |             |    |    |                         |       |       |       |  |
|  | 3E          | CD Alcázar              | 64          | 74          |    |    |                         |       |       |       |  |
|  | 3E          | CD Alcázar              | 64          | 74          |    |    |                         |       |       |       |  |
|  | 1C          | Eninter-CB Santfeliuenc | 82          | 84          |    |    |                         |       |       |       |  |
|  | 1C          | Eninter-CB Santfeliuenc | 82          | 84          |    | 1C | Eninter-CB Santfeliuenc | 60    | 93    |       |  |
|  |             |                         |             |             |    | 1C | Eninter-CB Santfeliuenc | 60    | 93    |       |  |
|  |             |                         | 1D          | ABP Badajoz | 64 | 78 |                         |       |       |       |  |
|  | 2B          | Real Madrid B           | 1D          | ABP Badajoz | 64 | 78 | 70                      | 55    |       |       |  |
|  | 2B          | Real Madrid B           |             |             |    |    | 70                      | 55    |       |       |  |
|  | 1D          | ABP Badajoz             | 79          | 65          |    |    |                         |       |       |       |  |
|  | 1D          | ABP Badajoz             | 79          | 65          |    |    |                         |       |       |       |  |
|  |             |                         |             |             |    |    |                         |       |       |       |  |

|  | Semifinales | Semifinales           | Semifinales | Semifinales        |    |    | Final          | Final | Final | Final |  |
|  |             |                       |             |                    |    |    |                |       |       |       |  |
|  |             |                       |             |                    |    |    |                |       |       |       |  |
|  | 4E          | Gandía Bàsquet        | 67          | 84                 |    |    |                |       |       |       |  |
|  | 4E          | Gandía Bàsquet        | 67          | 84                 |    |    |                |       |       |       |  |
|  | 1B          | Tenerife Baloncesto   | 66          | 78                 |    |    |                |       |       |       |  |
|  | 1B          | Tenerife Baloncesto   | 66          | 78                 |    | 4E | Gandía Bàsquet | 66    | 58    |       |  |
|  |             |                       |             |                    |    | 4E | Gandía Bàsquet | 66    | 58    |       |  |
|  |             |                       | 2C          | Universitat de Vic | 61 | 61 |                |       |       |       |  |
|  | 3A          | Ventanas Arsán Estela | 2C          | Universitat de Vic | 61 | 61 | 61             | 74    |       |       |  |
|  | 3A          | Ventanas Arsán Estela |             |                    |    |    | 61             | 74    |       |       |  |
|  | 2C          | Universitat de Vic    | 87          | 96                 |    |    |                |       |       |       |  |
|  | 2C          | Universitat de Vic    | 87          | 96                 |    |    |                |       |       |       |  |
|  |             |                       |             |                    |    |    |                |       |       |       |  |

#### Clasificación Final
| Pos | Equipo                   |
| --- | ------------------------ |
| 1   | Aurteneche Maquinaria    |
| 2   | Platja de Palma          |
| 3   | Eninter-CB Santfeliuenc  |
| 4   | Gandía Bàsquet           |
| 5   | ABP Badajoz              |
| 6   | Universitat de Vic       |
| 7   | Festival de Cine L'Alfàs |
| 8   | Marín Peixegalego        |

| Pos | Equipo                  |
| --- | ----------------------- |
| 9   | Tenerife Baloncesto     |
| 10  | Real Madrid B           |
| 11  | Baloncesto Torrejón     |
| 12  | Etiquetas Macho Morón   |
| 13  | CD Alcázar              |
| 14  | Ventanas Arsán Estela   |
| 15  | CB Cornellà             |
| 16  | Baloncesto Córdoba 2016 |

## Postemporada
Ascendieron a LEB Plata:
- Aurteneche Maquinaria (Campeones).
- Gandía Bàsquet.
- Tenerife Baloncesto (al ocupar vacantes).
- Omnia CB Las Rozas (al ocupar vacantes, ascendió desde Primera División).
- (  Platja de Palma (Subcampeones)  y  Eninter-CB Santfeliuenc renunciaron al ascenso).

Descendieron de LEB Plata:
- No hubo descensos.
- (  Lan Mobel ISB no descendió al ocupar vacantes).
- (  CB Santurtzi SK renunció a la LEB Plata y se inscribió en Primera División).
- (  CB Guadalajara renunció a la LEB Plata y desapareció).
- (  CB Promobys Tíjola renunció a la LEB Plata y desapareció).[3]
- (  ADT Tarragona renunció a la LEB Plata y acabó inscribiéndose en las categorías inferiores de la Federación Catalana, tras el acuerdo con el  CB Tarragona).[4]
- (  CB Illescas renunció a la LEB Plata y en la temporada siguiente paso a la estructura del  CB Fuenlabrada).

Descendieron a Primera División:
| - Tabirako Baqué. - Universidad de Burgos. - Obradoiro CAB B. - Albacete Baloncesto Cinco. - Ferretería San Isidro. - Gran Canaria B. |  | - GAM Vila-seca. - Platges de Mataró. - CB Castellbisbal . - Bàsquet Mallorca B. - Adesavi San Vicente. |

- (  SAB Torrelavega,  Beirasar Rosalía,  Fuenlabrada-Getafe B y  Milner Arenys Bàsquet no descendieron al ocupar vacantes).

Renunciaron a la Liga EBA:
| - Carballo Basket. - CB Hormigones Sierra Villamuriel. - Seranco-Toshiba-Polígono. - Aqua. - CB Navàs. - Eninter Barberà. |  | - Cosehisa Monzón. - Universitat de Vic. - Grupo Salmerón Guadix. - Unicaja B. - Alhaurín de la Torre. - Turismo de Mérida. |  | - Movimientos y Nivelaciones P. Genil. - CB L'Horta Godella - Univ. de Valencia. - Alaior Menorcarentals.com Coinga. - Arroz Dacsa Almàssera. - CD Alcázar. |

Ascendieron desde Primera División:
| - Baloncesto Narón. - Club Basket Burgos 2002. - Merkamueble Torrelavega. - Easo Pastas Arruabarrena. - Natra Oñati. - UPV Álava. - San Agustín del Guadalix. - Basket Globalcaja Quintanar. - Alza Basket Azuqueca. |  | - CC Meridiano Santa Cruz. - RC Náutico de Tenerife. - Club Bàsquet Sitges. - AEC Collblanc Torrasa. - CB L'Hospitalet. - Valentine Montcada. - Girona FC B. - Sabadell Sant Nicolau. - Stadium Casablanca. |  | - CB Cimbis. - Cáceres Ciudad del Baloncesto B. - CB UCAM Begastri. - Universitat Politècnica de València. - Aquidos Arquitectes Burriana. - Opentach Bàsquet Pla. - Space Eivissa Bàsquet. |

- (  CB Getafe,   UE Viladecans San Gabriel,  CB Huelva la Luz,  CB Lepe Alius y  CB Plasencia Ambroz B renunciaron al ascenso).

La Liga EBA se reduciría  a 75 equipos en la siguiente temporada.